# Kumiko Okawa
Pour les articles homonymes, voir Okawa.
Kumiko Okawa (née le 22 février 1946 à Ōsaka au Japon), est une patineuse artistique japonaise. Elle a été deux fois championne du Japon en 1967 et 1968.

## Biographie

### Carrière sportive
Kumiko Okawa a représenté son pays à deux olympiades. Elle s'est classée 13e aux Jeux de 1964 à Innsbruck et 8e aux Jeux de 1968 à Grenoble. Ses meilleurs résultats aux championnats du monde ont été ses deux 5e places en 1967 à Vienne et en 1968 à Genève, les meilleures performances d'une patineuse japonaise à l'époque.

### Reconversion
Elle entraîne actuellement avec son époux Nobuo Satō.

### Famille
Elle s'est mariée en 1969 avec le patineur japonais Nobuo Satō, qui a été dix fois champion du Japon entre 1957 et 1966. Elle s'appelle donc aujourd'hui Kumiko Satō. Ensemble, ils sont les parents de la patineuse Yuka Satō qui a été championne du monde en 1994.

## Palmarès
| Compétition                                                                                              | 1959 | 1960 | 1961 | 1962 | 1963 | 1964 | 1965 | 1966 | 1967 | 1968 |
| Jeux olympiques d'hiver                                                                                  |      |      |      |      |      | 13e  |      |      |      | 8e   |
| Championnats du monde                                                                                    |      |      | CA   |      |      | 13e  | 12e  | 10e  | 5e   | 5e   |
| Championnats du Japon                                                                                    | 3e   | 3e   | 3e   | 3e   | 2e   | 2e   | 2e   | 2e   | 1re  | 1re  |
| Légende : CA= Championnats du monde de 1961 annulés à cause de la catastrophe aérienne du vol 548 Sabena |      |      |      |      |      |      |      |      |      |      |